# Риловиця (село)

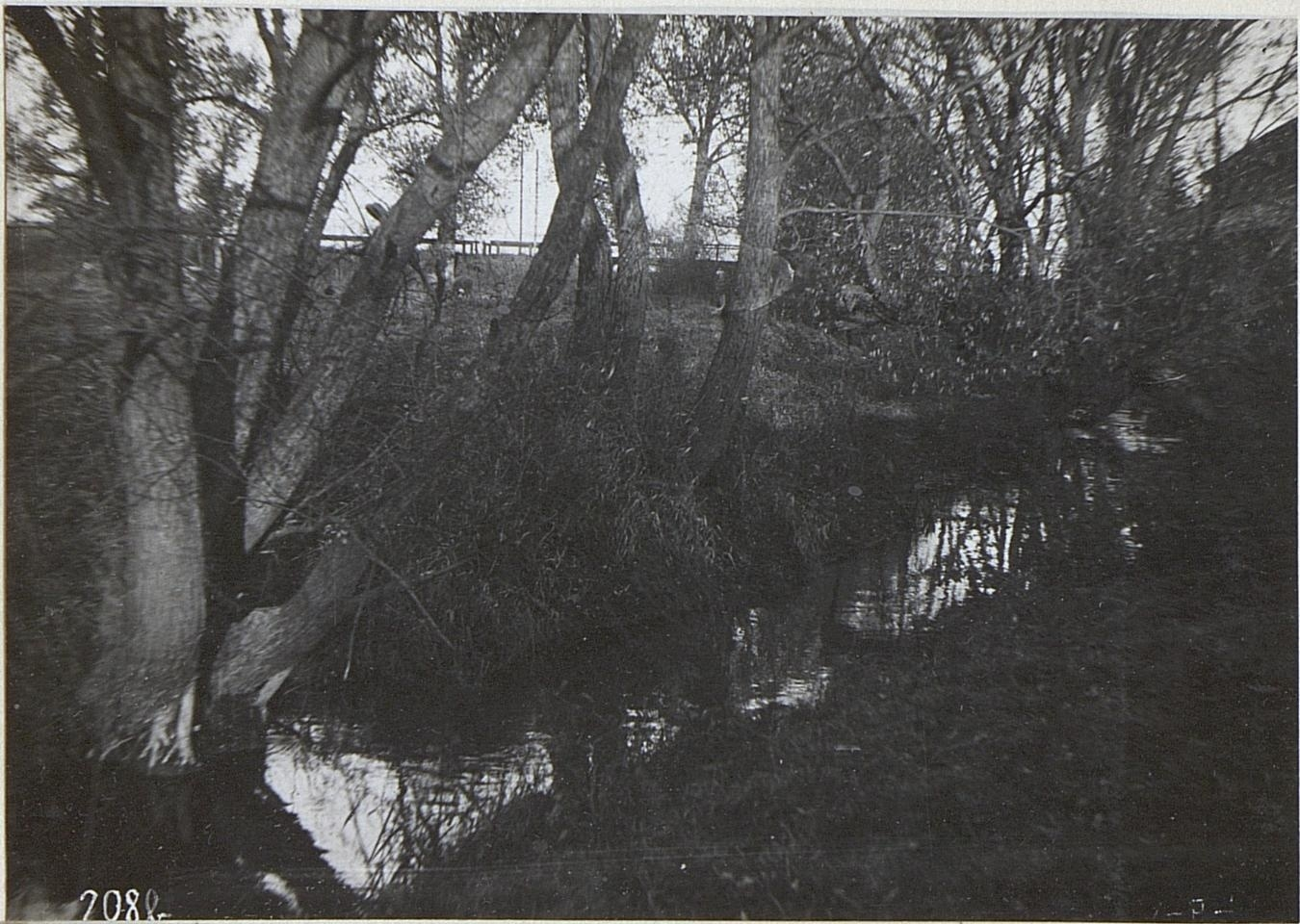
Rylovicza, Bachpartie südwestl. von Wladimir Wolinsky (BildID 15694426)

Ри́ловиця, (Рилавиця) — колишнє село у сучасних межах Володимира (район сучасних вулиць Луцька, 14-ї бригади, Зимнівська).
Належало до Вербської волості Володимир-Волинського повіту Волинської губернії (пізніше — воєводства). 1 серпня 1925 року включено до складу міста Володимир. Під час Другої світової війни радянською владою знову відокремлене та перетворено на центр сільської ради.
Потім знову приєднано до Володимира.

## Населення
Станом на 1861 рік — 14 мешканців. . Станом на 1902 р. 264 мешканці, 35 будинків.

## Відомі мешканці
- Люценський Володимир Іванович — власник 499 десятин землі, парового млина (у Володимирі), гласний володимирської міської думи.
- Коппе Віктор Домінікович — орендував 100 десятин землі[4].
- Богоявленський Григорій Андрійович — лікар[5].

## Парафії
Православні парафії міжвоєнного часу — Успенський собор, Василівська церква, церква Введення у Храм Пресвятої Богородиці. Католицька парафія міжвоєнного часу — Костел Серця Ісуса. Метричні книги зберігаються у ЦДІАК (ф. 201, оп.4а).
На Риловиці локалізують втрачену церкву Юрія «на валах».

## Заклади освіти
У 1916 році відкрито школу. Після Другої світової війни у будинку Володимира Люценського відкрито інтернат.